# Atlantic City (film)
Atlantic City – amerykańsko-francusko-kanadyjski kryminał z 1980 roku w reżyserii Louisa Malle’a.

## Fabuła
Lou jest drobnym gangsterem. Pewnego dnia spotyka dziewczynę Sally, która chce być krupierem. Jej mąż ukradł mafii narkotyki i kazał jej sprzedać. Zostaje jednak zamordowany, zanim Sally uda się oddać pieniądze. Zjawiają się ich właściciele, żądając zwrotu kradzionego towaru. Sally i Lou uciekają z Atlantic City i próbują zacząć nowe życie.

## Obsada
- Burt Lancaster – Lou Pascal
- Susan Sarandon – Sally Matthews
- Michel Piccoli – Joseph
- Hollis McLaren – Chrissie
- Robert Joy – Dave Matthews
- Moses Znaimer – Felix
- Kate Reid – Grace Pinza

## Nagrody i nominacje
Oscary za rok 1981
- Najlepszy film – Denis Héroux (nominacja)
- Najlepsza reżyseria – Louis Malle (nominacja)
- Najlepszy scenariusz oryginalny – John Guare (nominacja)
- Najlepszy aktor – Burt Lancaster (nominacja)
- Najlepsza aktorka – Susan Sarandon (nominacja)

Złote Globy 1981
- Najlepszy film zagraniczny (nominacja)
- Najlepsza reżyseria – Louis Malle (nominacja)
- Najlepszy aktor dramatyczny – Burt Lancaster (nominacja)